# Science-Fiction-Jahr 1891
Übersicht

◄◄ | ◄ | 1887 | 1888 | 1889 | 1890 | Science-Fiction-Jahr 1891 | 1892 | 1893 | 1894 | 1895 | ► | ►►

Weitere Ereignisse

## Neuerscheinungen Literatur
| Deutscher Titel | Deutschsprachiges Erscheinungsjahr | Originaltitel                                 | Autor               | Anmerkungen                                     |
| --- | ---------------------------------- | --------------------------------------------- | ------------------- | ----------------------------------------------- |
| Sozial | –                                  | –                                             | Gustav Bolle        |                                                 |
| Deutschland im Jahre 2000 | –                                  | –                                             | G. Erman            |                                                 |
| Am Ende des Jahrtausends | –                                  | –                                             | Johann Adolf Herzog | Veröffentlicht unter dem Pseudonym Hansel Truth |
| Der Staat Bellamy’s und seine Nachfolge                                                                                                | –                                  | –                                             | Eduard Loewenthal   |                                                 |
| Ein Rückblick aus dem Jahre 2037 auf das Jahr 2000                                                                                     | –                                  | –                                             | Ernst Müller-Holm   |                                                 |
| Ein Vorblick auf das Jahr 2000 oder Ein Tag in einer Strafanstalt des XXI. Jahrhunderts. Ein gefängniswissenschaftlicher Zukunftstraum | –                                  | –                                             | Johannes Neckebēn   |                                                 |
| Etwas später! | –                                  | –                                             | Philipp Wasserburg  |                                                 |
| Des Herrn Friedrich Ost Erlebnisse in der Welt Bellamys : Mitteilungen aus den Jahren 2001 und 2002                                    | –                                  | –                                             | Conrad Wilbrandt    |                                                 |
| Ein Tag aus dem Leben eines Journalisten im Jahre 2889                                                                                 |                                    | La journée d’un journaliste américain en 2889 | Jules Verne         |                                                 |
| Sozialdemokratische Zukunftsbilder : Frei nach Bebel                                                                                   | –                                  | –                                             | Eugen Richter       |                                                 |
| |                                    | The Doings of Raffles Haw                     | Arthur Conan Doyle  |                                                 |

## Geboren
- Felix Aderca († 1962)
- Arthur Bagemühl († 1972)
- Alfred Bratt († 1918)
- Michail Afanassjewitsch Bulgakow († 1940)
- Siegmund Guggenberger († 1969)
- Neil M. Gunn († 1973)
- Georg Wilhelm Haupt-Heydemarck
- Malcolm Jameson († 1945)
- Karl Ludwig Kossak († 1949)
- Niels Meyn († 1957)
- Ri Tokko (Pseudonym von Ludwig Dexheimer) († 1966)